# Liebfrauenkirche (Auma)

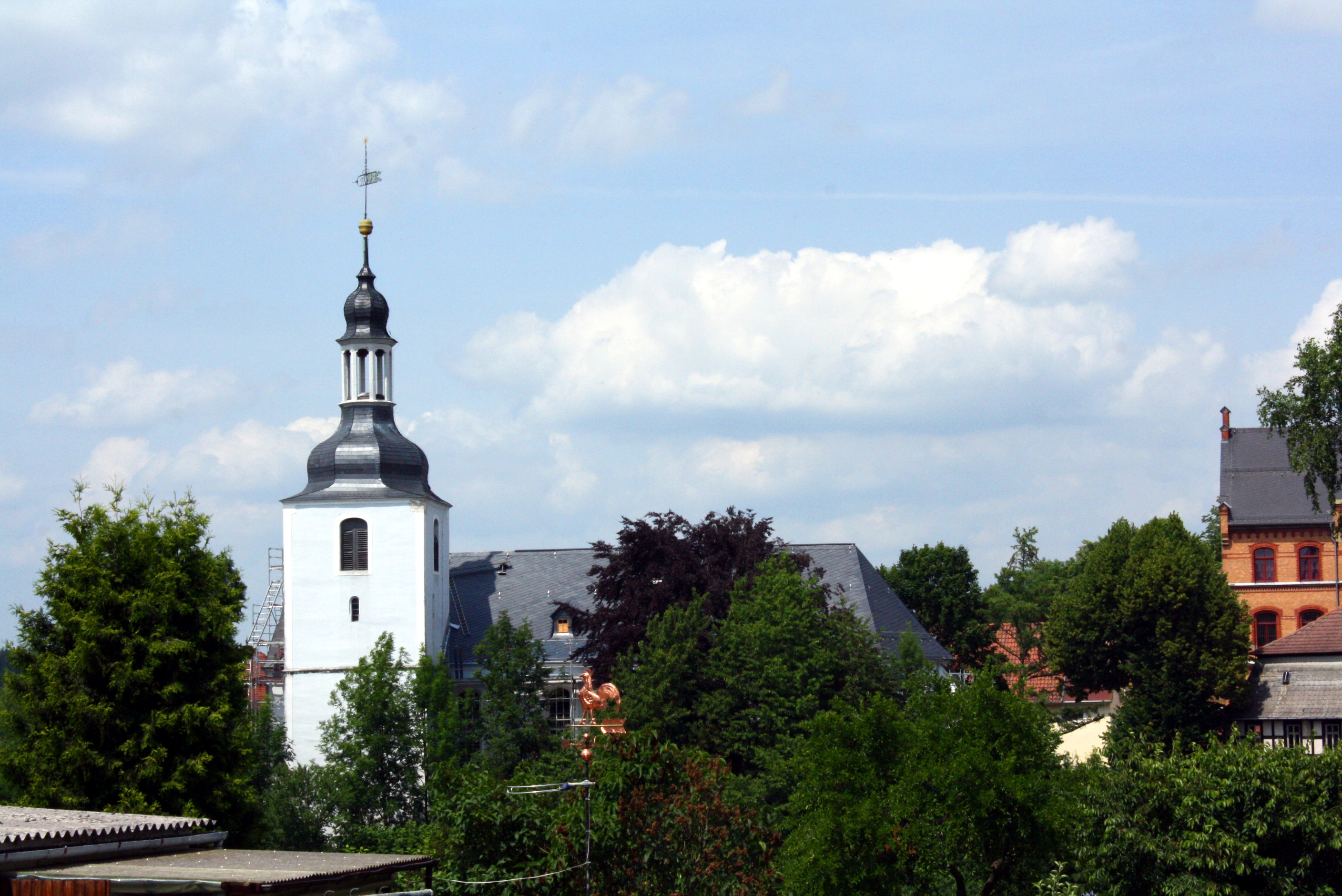
Liebfrauenkirche

Die Liebfrauenkirche in der Dr.-Martin-Luther-Straße 2 ist die Stadtkirche von Auma im thüringischen Landkreis Greiz.

## Kirchengemeinde
Die Kirchengemeinde der Stadtpfarrkirche von Auma gehört zum Pfarrbereich Auma des Kirchenkreises Greiz in der Evangelischen Kirche in Mitteldeutschland.
Zum Kirchspiel Auma gehören neben der Stadt Auma die Landgemeinden Untendorf, Gütterlitz, Wenigenauma, Muntscha, Krölpa, Zickra, Braunsdorf mit Tischendorf und Wöhlsdorf mit Wiebelsdorf und Pfersdorf.

## Geschichte
In der 2. Hälfte des 12. Jahrhunderts ist eine Kirche St. Nicolai erwähnt. Von diesem Bauwerk sind Reste in den Mauern des Chores erhalten. 1520 erfolgte eine Vergrößerung zur gotischen Saalkirche durch Matthes Franke. Nach der Reformation erhielt das Langhaus eine Flachdecke. 1661 nach den Zerstörungen während des Dreißigjährigen Krieges wurde die Kirche repariert. 1790 brannte die Kirche beim Stadtbrand aus. Am 13. August 1793 war Richtfest für die neugebaute Kirche und am 3. Advent 1794 wurde sie eingeweiht. In der Zeit bis zum Wiederaufbau der Liebfrauenkirche wurden die Gottesdienste in der damaligen Friedhofskapelle gefeiert. Die Glocken mussten im Ersten Weltkrieg für Rüstungszwecke abgeliefert werden. Die letzte Restaurierung des Bauwerkes wurde 1994 abgeschlossen.

## Baubeschreibung
Die heutige, frühklassizistische Gestalt der Saalkirche mit polygonalem, dreiseitigem Ostabschluss entstand beim Wiederaufbau 1793/94, dabei blieben Teile der Südwand und das sich an sie schmiegende Erdgeschoss des Kirchturmes aus dem 16. Jahrhundert weitgehend erhalten. Die Sakristei im Osten ist ein getrennter Anbau. 1894 wurden die Sonderkapellen und die Patronatsloge abgerissen. Der Turm erhielt eine welsche Haube. Der Zugang zum Turm erfolgt von der ersten Empore aus. Zum Geläut gehören drei Gussstahlglocken aus dem Jahre 1925.
Der Innenraum hat zweigeschossige schlichte Emporen und ist flachgedeckt.

## Ausstattung
Im Stipes des Kanzelaltares von 1794 befindet sich ein Relief der Grablegung. Die ehemalige Predella eines Flügelaltars wurde um 1516 angeblich vom Saalfelder Gottwalt von Lohr geschaffen. Aus der gleichen Werkstatt stammt der um 1508 entstandene Flügel eines kleinen Altarretabels mit der Darstellung der Katharina. Das Taufbecken ist aus dem Anfang des 17. Jahrhunderts.
Ferner sind zwei Schnitzfiguren aus dem Mittelalter, ein romanisches doppeltes Portal und frühgotische Fenstergewände besonders sehenswert.
Die Orgel mit 29 Registern, verteilt auf 2 Manuale wurde 1818 vom Orgelbaumeister Friedrich Wilhelm Trampeli gebaut. 1894 hat dem fürstlich-reussischen Hoforgelbauer Carl-Friedrich Zillgitt aus Gera die Disposition geändert.